# Shark Boy
Dean Roll, znany jako Shark Boy (ur. 28 stycznia 1975 w Austin) – amerykański wrestler, członek federacji Total Nonstop Action Wrestling. Jego największymi sukcesami są zwycięstwa w mistrzostwach Heartland Wrestling Association Heavyweight oraz NWA East Television.